# Байкджорінг

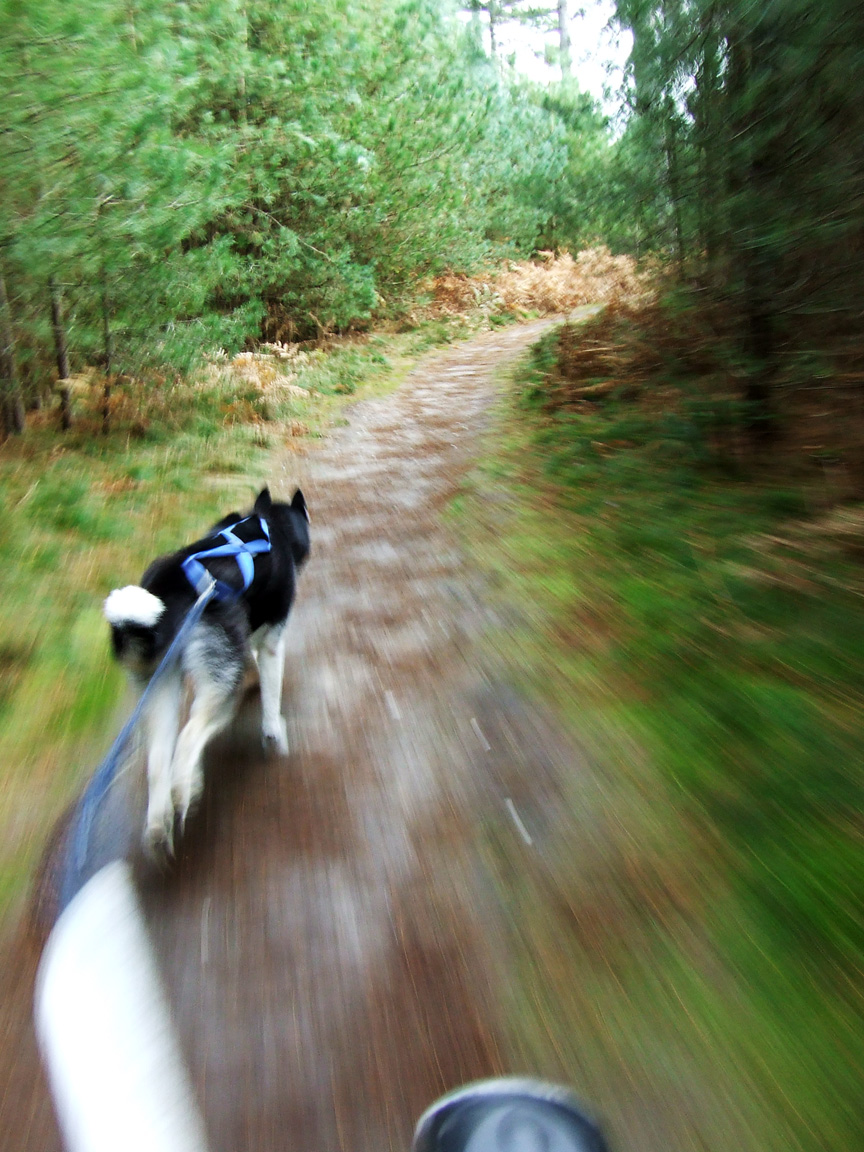
Старт бігу з байкджорінгом.

Байкджорінг (bikejoring) — літній вид їздового спорту, аналогічний канікросу, лише спортсмен не біжить з собакою, а їде на велосипеді. Цим видом спорту можна займатися не лише з їздовими породами, але і з будь-яким досить крупним здоровим собакою, який любить бігати.

## Що необхідно
Отже, перше що Вам знадобиться — «гірський» велосипед. У нього обов'язково мають бути хороші гальма і хороші шини. Вся інша амуніція залишається та ж, що використовується в канікросі — їздова шлея і потяг з амортизувальною вставкою, лише кріпиться він не до поясу спортсмена, а до керма велосипеда або (переважно) до спеціальної «вудки» (спрінгеру), яка оберігає потяг від попадання в колесо. Довжина потяга має бути близько 2-2,5 метрів, щоб між собакою і переднім колесом була достатня відстань. «Вудку» можна змайструвати самостійно, для цього вам буде потрібно: кріплення до рами (скоба, що прикручується до передка велосипеда), порожниста трубка завдовжки близько 40 см і амортизатор (пружини, що працюють на стискування). Щоб уникнути серйозних травм, обов'язково надівайте захисний шлем. Рекомендується також використовувати захист для інших частин тіла — рукавички, наколінники і налокітники. Для занять байкджорінгом ваш собака має бути абсолютно керованим — коли ви сідаєте на велосипед, ви фактично втрачаєте фізичний контроль над собакою. Уявіть собі ситуацію якщо ваш собака вирішить погнатися за кішкою або білкою — сидячи на велосипеді, ви не зможете обсмикнути її, — собака повинен безумовно покорятися голосовим командам.

### Змагання з байкджорінгу
Офіційні змагання по байкджорінгу проводяться на ґрунтових трасах або трасах із спеціальним амортизувальним покриттям, проведення змагань на асфальтових або бетонних трасах заборонене, оскільки це може привести до травм собак. Дистанція становить від 3 до 10 кілометрів. Інформацію про реєстрацію для змагань потрібно попередньо з'ясовувати у організаторів.